# Sogetel (RDC)
Pour les articles homonymes, voir Sogetel.
La Société Générale des Télécommunications, aussi appelée Sogetel, est une entreprise de téléphonie active en République démocratique du Congo. En 2010, l’entreprise ne fonctionne plus et est au bord de la faillite comme d’autres entreprises publiques.